# Umberto Mastroianni
Pour les articles homonymes, voir Mastroianni.
Umberto Mastroianni (Fontana Liri, 21 septembre 1910 - Marino, 25 février 1998) est un artiste italien. Il est l'oncle de Marcello Mastroianni.

## Biographie
Élève de l'Académie de San Marcello à Rome (1924), il s'initie à la sculpture dans l'atelier de Michael Guerrisi à Turin (1926).
Il entame une carrière artistique qui se traduit dès les années trente par des expositions nationales et internationales. Pendant la guerre, il s'engage dans la résistance. Cette expérience sera pour lui une source d'inspiration ultérieure.
Il enseigne à l'Académie des beaux-arts de Bologne.
Sa tombe se trouve à Carmagnola, près de Turin.

## Sélection d'œuvres

### Peinture
- Tempera, 1941, carton peint, 60 × 62 cm.
- Bestiario n. 1, 1942, carton peint, 61 × 61 cm.
- Bestiario n. 2, 1942, carton peint, 61 × 61 cm.
- Bestiario n. 3, 1942, carton peint, 60 × 60 cm.
- Visione, 1943, carton peint, 63 × 63 cm.
- Ramener l'ordre, 1944, sac de toile peint, 28 × 36 cm.
- Rilievo plastico dorato, 1946, carton peint, griffures, trous, lacérations, 34 × 24 cm.
- Limitation complexe, 1947-48, 65 × 90 cm.
- Definizione strutturale, carton peint en relief, 56 × 30 cm.
- Dinamismo spaziale, 1949, huile et pastel sur carton peint, 50 × 41 cm.
- Preistoria, 1949, sac de toile peint, 83 × 104 cm.
- Erosione, 1949, huile sur carton, 70 × 70 cm.
- Ferita magmatica, 1949, 40 × 50 cm.
- Metafora, 1949, carton peint, 22 × 28 cm.
- Scheggia luminosa, 1949, 32 × 25 cm.
- Rilievo plastico, 1950, huile sur carton en relief, 123 × 59 cm.
- Traccia del tempo, 1950, huile sur carton en relief, 42 × 28 cm.
- Sacco dorato, 1950, sac de toile peint, 85 × 55 cm.
- Vascello, 1950, huile sur carton en relief, 100 × 70 cm.
- Architettura cosmica, 1950, bronze, 130 × 70 cm.
- Spazio inquietante, 1950, carton peint, 25 × 28 cm.
- Rapporto superficie-materia, 1950, carton peint, 35 × 25 cm.
- Ritmi musicali, 1950, carton peint, doré et argenté, 50 × 70 cm.
- Confluenze plastiche, 1950-51, carton peint, 39 × 39 cm.
- Cellule naturali, 1950-52, huile sur carton en relief, 28 × 22 cm.
- Incontri scontri di forze, 1951, relief polychrome sur carton griffé, 38 × 38 cm.
- Tempera colorata, 1951, huile sur carton lacéré, 100 × 70 cm.
- Mosaico, 1952, huile sur carton en relief, 142 × 69 cm.
- Tempera colorata in oro e in nero, 1952, carton, 34 × 36 cm.
- Racconto di notte, 1952-54, huile sur carton en relief, 28 × 22cm.
- Lacerazione, 1953, carton peint et déchiré, 35 × 24 cm.
- Uccello mitologico, 1953, carton peint et déchiré?, 34 × 45 cm.
- Grumus, 1953-54, relief polychrome sur carton griffé?, 47 × 34 cm.
- Uccello di fuoco, 1958, huile sur toile, 50 × 30 cm.
- Personaggio, 1960, toile et carton, 50 × 30 cm.
- Uccello di fuoco, 1968, carton peint, 50 × 70 cm
- Ritmi, 1972, carton peint, 100 × 50 cm.

### Sculpture

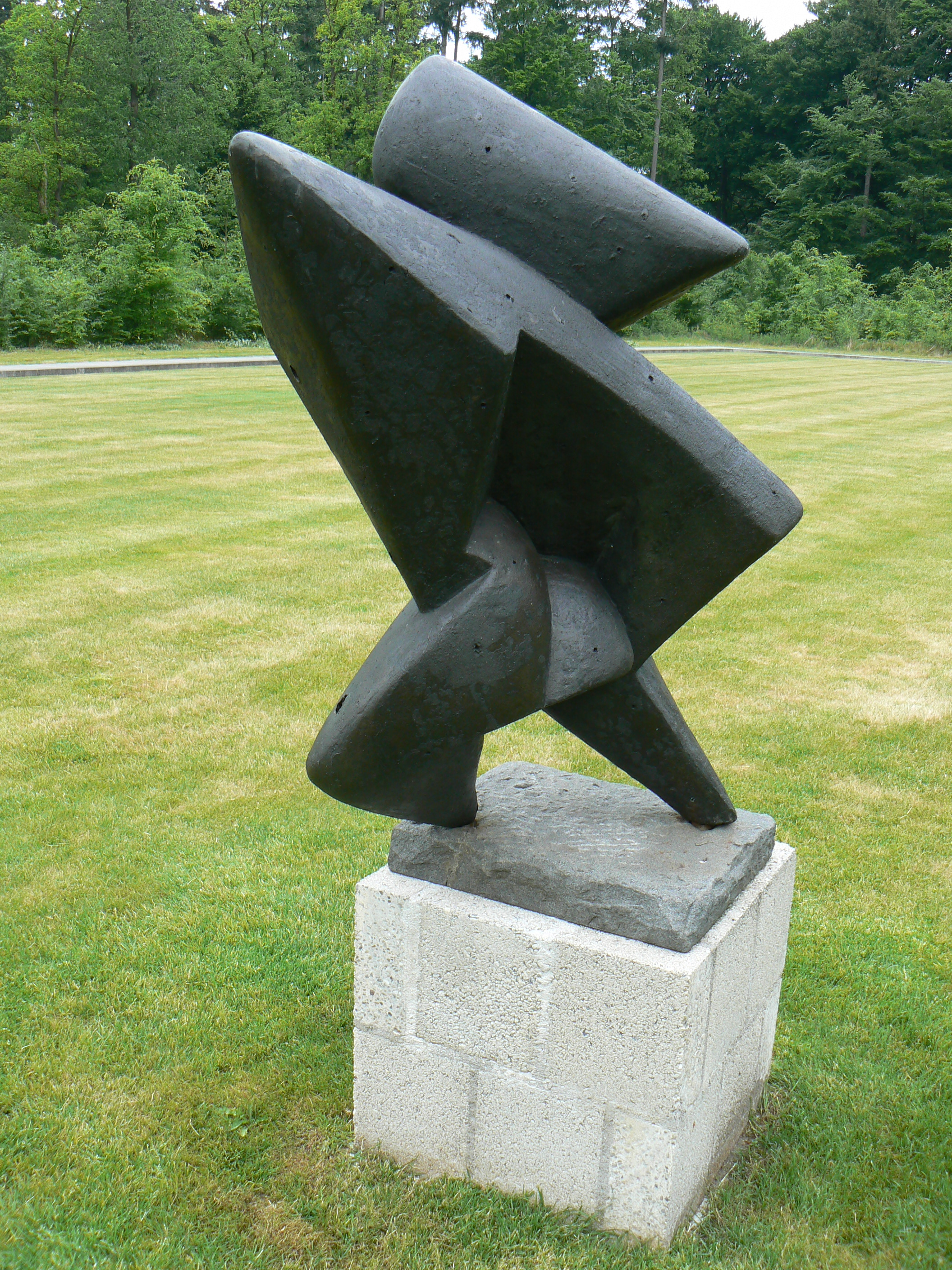
La Conquista, 1954
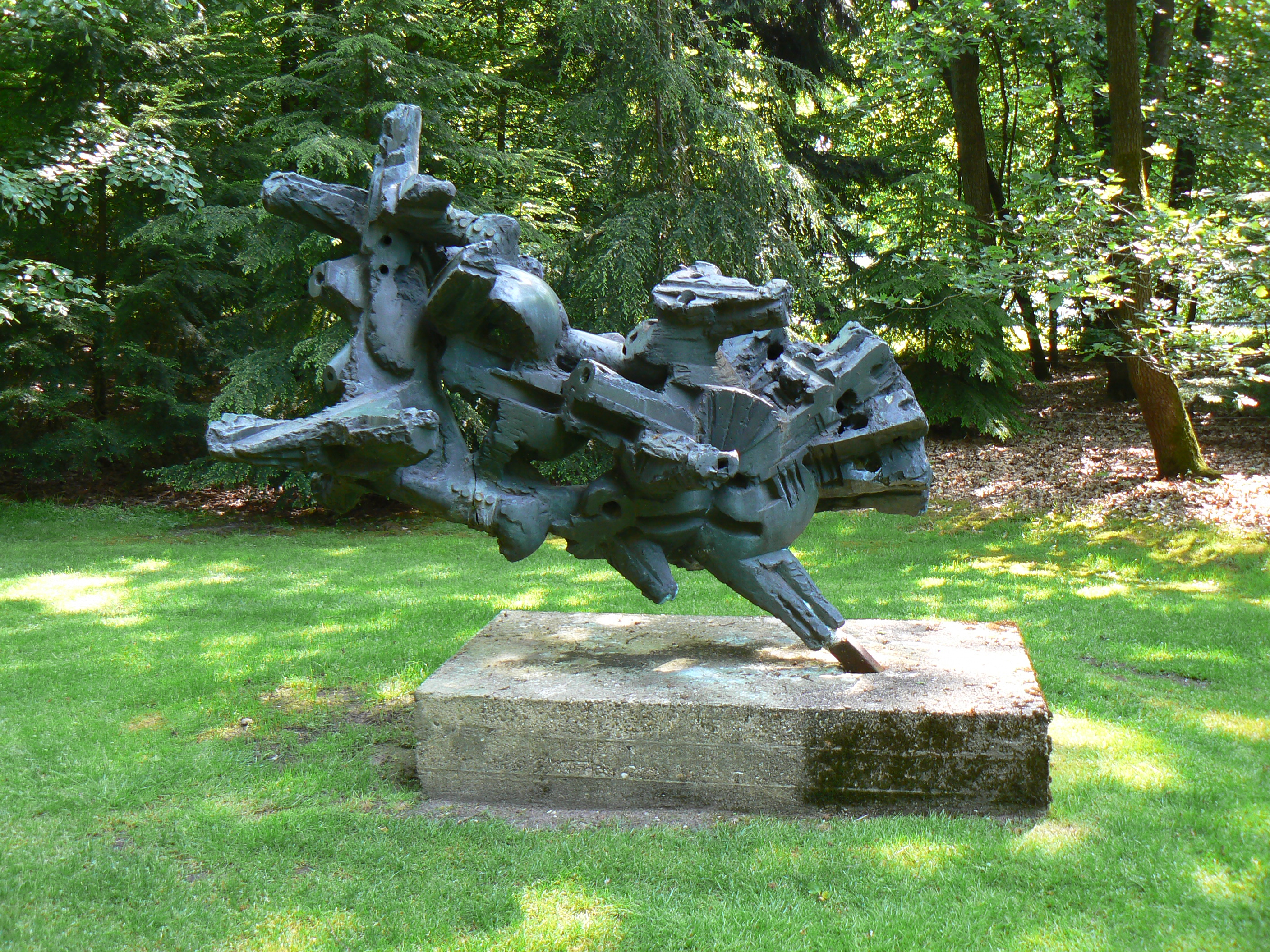
Picarodes, 1965
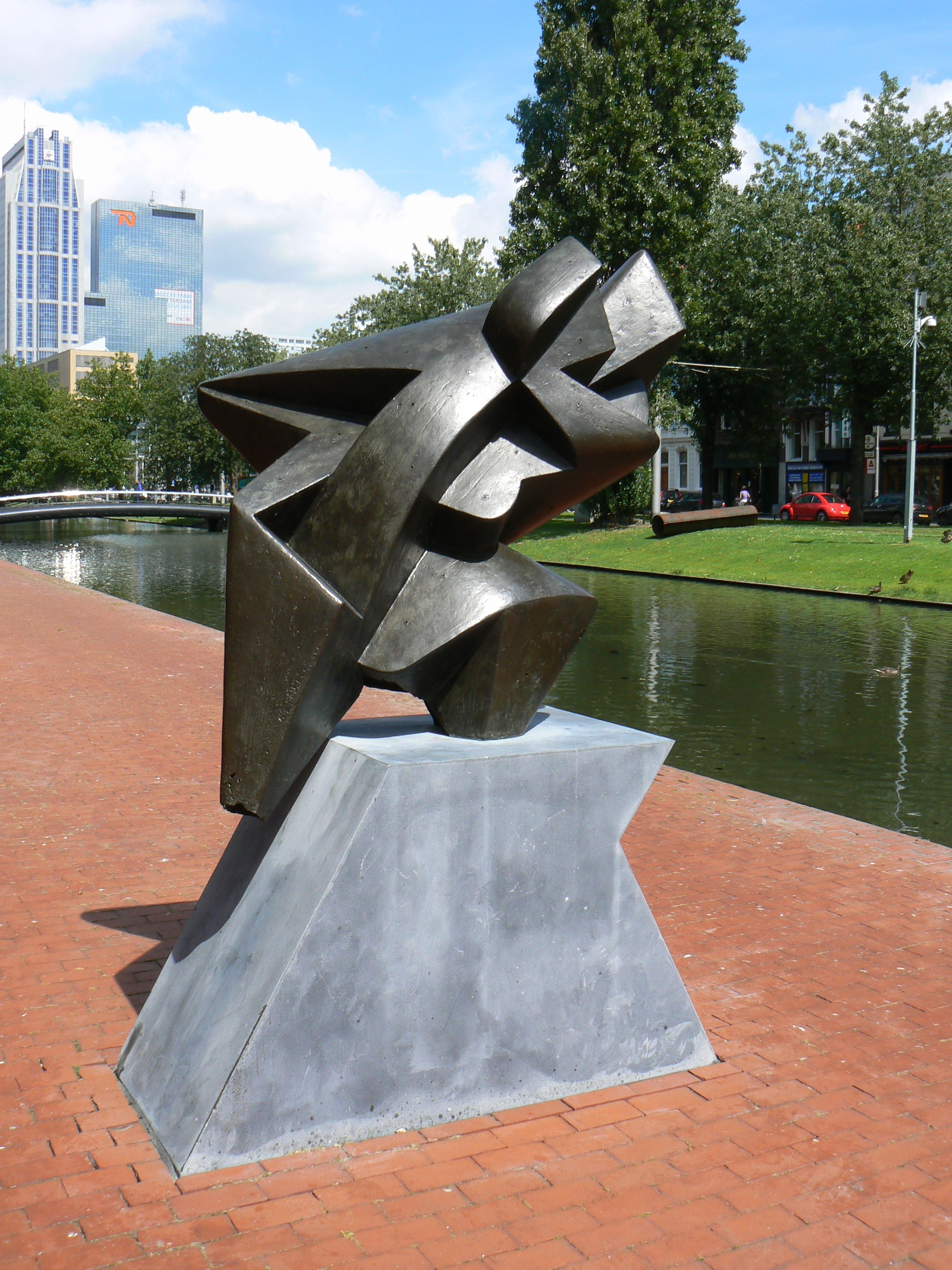
Het afscheid, 1955, Rotterdam

## Sélection d'expositions

### Expositions temporaires
- Quadriennale de Rome, 1935.
- Biennale de Venise, 1936.
- Première exposition personnelle à la Galerie de France, Paris.
- Biennale de Venise, 1958.
- Galerie Kleeman, New York, 1960.
- Dallas Museum of Fine Arts, 1960.
- Rétrospective au Musée d'art moderne de la ville de Paris, 1974.
- Festival des Deux Mondes, Charleston, 1977.

### Expositions permanentes
- Museo civico Umberto Mastroianni (it), Marino. Ce musée, inauguré en mai 2000, est entièrement consacré à Umberto Mastroianni.
- Musée d'Art Moderne, Rome, 27 œuvres exposées.
- Musée d'Art Moderne, Tokyo, une douzaine d'œuvres.

#### Fondation Umberto Mastroianni
- Le Centre International Umberto Mastroianni est fondé en 1993 à Arpino, dans la province de Frosinone. Le 15 janvier 1999 est inaugurée la Fondation Umberto Mastroianni. Dans le musée de la Fondation sont exposées de nombreuses œuvres de Mastroianni, ainsi que des œuvres d'artistes italiens comme Vittorio Miele, Fred Gismondi, Eugenio Carmi, Adolfo Loreti, Maurizio Romani (it), Vadim Grinberg, etc.

## Récompenses et distinctions
- Prix du tourisme du Ministère de l'Éducation, 1930.
- Chevalier grand-croix de l'ordre du Mérite de la République italienne, 20 novembre 1989
- Grand Prix de sculpture de la Biennale de Venise, 1958.
- Prix Antonio-Feltrinelli de l'Académie des Lyncéens, 1973.
- 4e Grand Prix Henry Moore de l'Exposition Utsukushigahara à l'Open-Air Museum, Tokyo, 1985.
- Praemium Imperiale, 1987, Tokyo.
- Prix Michel-Ange, 1993.